# Конституція Нагірно-Карабаської Республіки
Конституція Нагірно-Карабаської Республіки — основний закон Нагірно-Карабаської Республіки, який мав найвищу юридичну силу. Конституція була прийнята 10 грудня 2006 року на всенародному референдумі. 1 січня 2024 року втратила свою чинність по причині ліквідації НКР.

## Структура
Конституція НКР складається з преамбули та 12 глав, які у свою чергу містять 142 статті.
Ми, народ Арцаху,
- Сповнені духом свободи,
- Здійснюючи мрію наших предків і природне право народу — вільно і безпечно жити і творити на Батьківщині,
- Висловлюючи непохитну волю розвивати і захищати Нагірно-Карабаську Республіку, створену Декларацією від 2 вересня 1991 року і проголошення незалежної референдумом від 10 грудня 1991 року на основі права на самовизначення,
- як суверенна держава вільних рівноправних громадян, де людина, її життя і безпека, права і свободи є вищими цінностями,
- Підтверджуючи вірність принципам Декларації про державну незалежність Нагірно-Карабаської Республіки від 6 січня 1992 року,
- З вдячністю пам'ятаючи героїчну боротьбу наших предків і нинішніх поколінь за відновлення свободи, схиляючись перед пам'яттю полеглих у нав'язаній нам війні,
- Одухотворені величчю проявленої єдності наших співвітчизників, розсіяних по всьому світу,
- Відроджуючи історичні традиції національної державності в Арцаху,
- Прагнучи розвивати дружні відносини з усіма народами, в першу чергу, з сусідами, на основі рівноправності, взаємоповаги і мирного співіснування,
- Виступаючи за справедливий світопорядок відповідно до загальновизнаних принципів і норм міжнародного права,
- Усвідомлюючи свою відповідальність за долю нашої історичної Батьківщини перед нинішніми та майбутніми поколіннями,
- Реалізуючи своє суверенне право, для нас, для наших нащадків і всіх тих, хто побажає жити в Арцаху, приймаємо і оголошуємо цю Конституцію.

## Конституція
| Номер Глави | Назва Глави                                               | Статті  |
| ----------- | --------------------------------------------------------- | ------- |
| 1           | Основи Конституційного устрою                             | 1-16    |
| 2           | Основні права, свободи та обов'язки людини та громадянина | 17-60   |
| 3           | Президент Республіки                                      | 61-75   |
| 4           | Національні Збори                                         | 76-98   |
| 5           | Уряд                                                      | 99-107  |
| 6           | Суди                                                      | 108—116 |
| 7           | Прокуратура                                               | 117—118 |
| 8           | Захисник прав людини                                      | 119—120 |
| 9           | Контрольна Палата                                         | 121—122 |
| 10          | Місцеве самоврядування                                    | 123—132 |
| 11          | Прийняття, зміна Конституції та референдум                | 133—136 |
| 12          | Прикінцеві та перехідні положення                         | 137—142 |